# 圣老楞佐接收教会珍宝

圣老楞佐接收教会珍宝（San Lorenzo riceve i tesori della Chiesa）是一幅湿壁画，位于梵蒂冈宗座宫的尼各老小堂，由真福安杰利科修士绘制于1447-1448年，尺寸 271 x 205 厘米。这幅湿壁画位于中墙的左侧，是《圣老楞佐的生平事迹》组画的第二幅。   

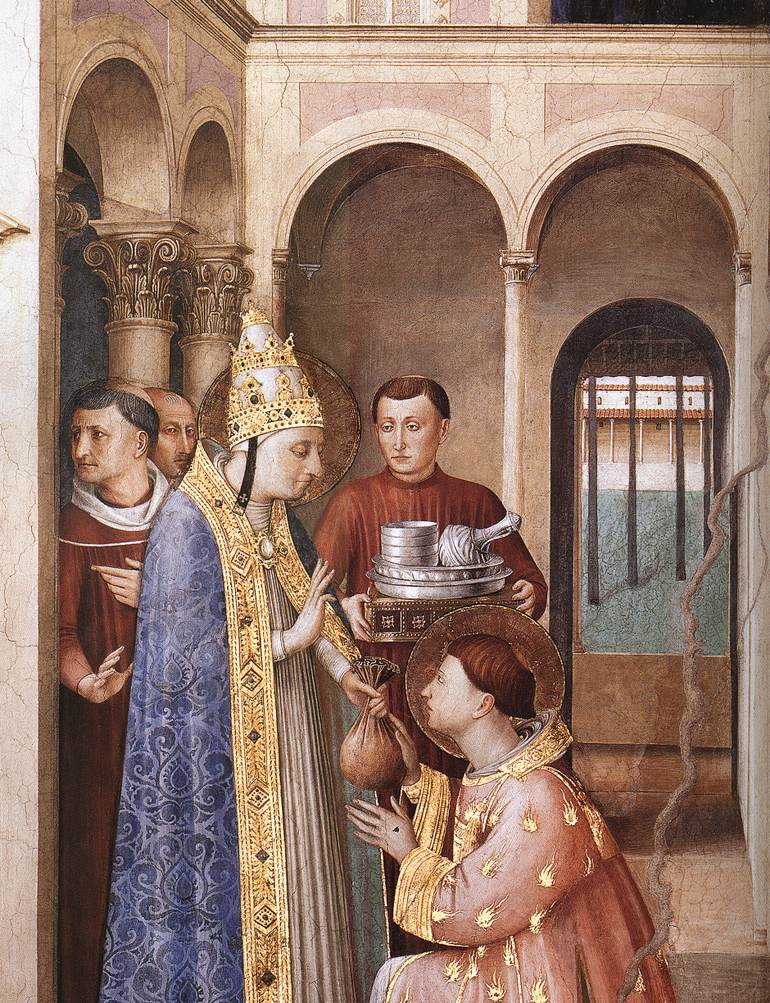
细部